# Cameron Sylvester
Cameron Sylvester (ur. 22 czerwca 1986 r. w Mississaudze) – kanadyjski wioślarz, reprezentant Kanady w wioślarskiej dwójce podwójnej wagi lekkiej podczas Letnich Igrzysk Olimpijskich w Pekinie.

## Osiągnięcia
- Igrzyska Olimpijskie – Pekin 2008 – dwójka podwójna wagi lekkiej – 6. miejsce (brał udział w półfinałach).
- Mistrzostwa Świata – Poznań 2009 – dwójka podwójna wagi lekkiej – 5. miejsce[1].